# Patricia Silva Meléndez
Patricia Elizabeth Silva Meléndez (Santiago, 6 de agosto de 1964) es una abogada, académica y política chilena, miembro del Partido Socialista (PS). Se desempeñó como subsecretaria General de la Presidencia de su país durante el segundo gobierno de Michelle Bachelet entre 2014 y 2016.
Entre otras actividades, ha sido columnista en materia laboral de la publicación trimestral Barómetro de política y equidad, editada por la Fundación Equitas y la Fundación Friedrich Ebert.

## Familia y estudios
Nació en Santiago de Chile, en 1964, hija de Jaime Miguel Silva Peñailillo y Leonila Melendez Cañete. Realizó sus estudios superiores en la carrera de derecho en la Universidad Central de Chile.
Está casada con el abogado Mario de Luca Capdevila.

## Vida pública
Durante el gobierno del presidente Eduardo Frei Ruiz-Tagle entre 1997 y 2000, ejerció como jefa de gabinete de Natacha Molina García, subdirectora del extinto Servicio Nacional de la Mujer (Sernam). Luego, bajo la administración de Ricardo Lagos entre 2000 y 2006, fue jefa del Departamento de Situación Jurídica de la Mujer, encargada del área legislativa de dicha institución. En ese cargo tuvo una participación preponderante como asesora del gobierno en la tramitación y obtención de la aprobación de leyes tales como: ley de divorcio (2004); tribunales de familia (2005); acoso sexual laboral (2005); modificaciones a la ley de filiación (2005); pensiones de alimentos, postnatal para padres de 5 días (2005); y la ley de alimentación a hijos menores de dos años, entre otras.
Seguidamente, bajo el primer gobierno de Michelle Bachelet, fue nombrada como titular de la Dirección del Trabajo (DT), asumiendo el cargo el 20 de marzo de 2006 y, ejerciéndolo hasta marzo de 2010.
Tras el fin del gobierno, entre 2010 y 2013, trabajó como socia e integrante de Desarrollo y Trabajo, consultoría dirigida a dar asesoría a trabajadores y trabajadoras en materia individual y colectiva y a fortalecer a las organizaciones sindicales. Paralelamente, se desempeñó como docente en el diplomado "Gestión de Prácticas Laborales" de la Universidad Católica de Valparaíso en 2011; docente en el diplomado "Calidad de Vida Laboral" de la Universidad Diego Portales entre años 2012 y 2013; y como docente en el diplomado "Gestiones de Relaciones Laborales" de la Universidad Alberto Hurtado entre 2012 y 2013.
En marzo de 2014, con ocasión del segundo gobierno de Michelle Bachelet, fue designada como subsecretaria General de la Presidencia, desempeñándose en esa función hasta octubre de 2016. De forma paralela, entre los días 7 y 27 de junio de 2015, ejerció como ministra Secretaria General de la Presidencia en calidad de subrogante (s), tras la renuncia de Jorge Insunza.
En abril de 2021, encabezó el equipo programático de la precandidatura presidencial de su compañera de partido, Paula Narváez, de cara a la consulta ciudadana de Unidad Constituyente de ese año.